# Space Jam: A New Legacy
Space Jam: A New Legacy är en amerikansk spelfilm/animerad sportkomedifilm från 2021 och är en uppföljare till Space Jam från 1996.

## Handling
Basketmästaren och ikonen LeBron James yngsta son Dom (Cedric Joe) drömmer om att bli spelutvecklare istället för att följa sin pappas fotspår. Han blir fångad i Warner 3000 Server-Verse, en virtuell miljö där en tyrannisk AI med namnet Al-G Rhythm (Don Cheadle) härskar.
Efter att Dom blivit fångad måste LeBron rädda honom. Han tar hjälp av Snurre Sprätt, Daffy Anka, Pelle Pigg, Lola Kanin och andra figurer från Looney Tunes genom att vinna mot Al-G:s digitala mästare på banan, Goon Squad, ett lag med mäktiga avatarer som är professionella basketspelare.

## Rollista

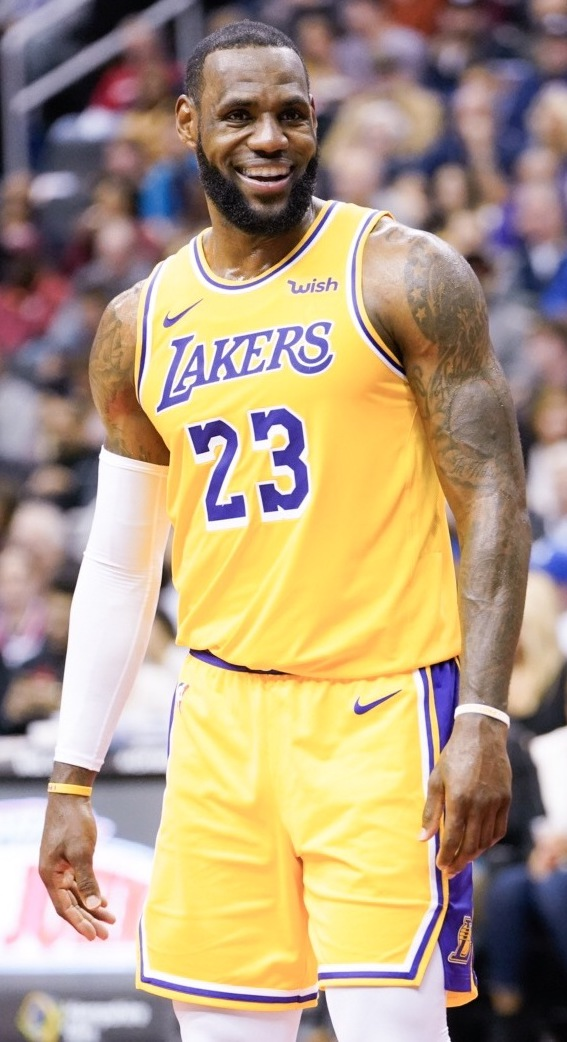
LeBron James spelar som sig själv i filmen.

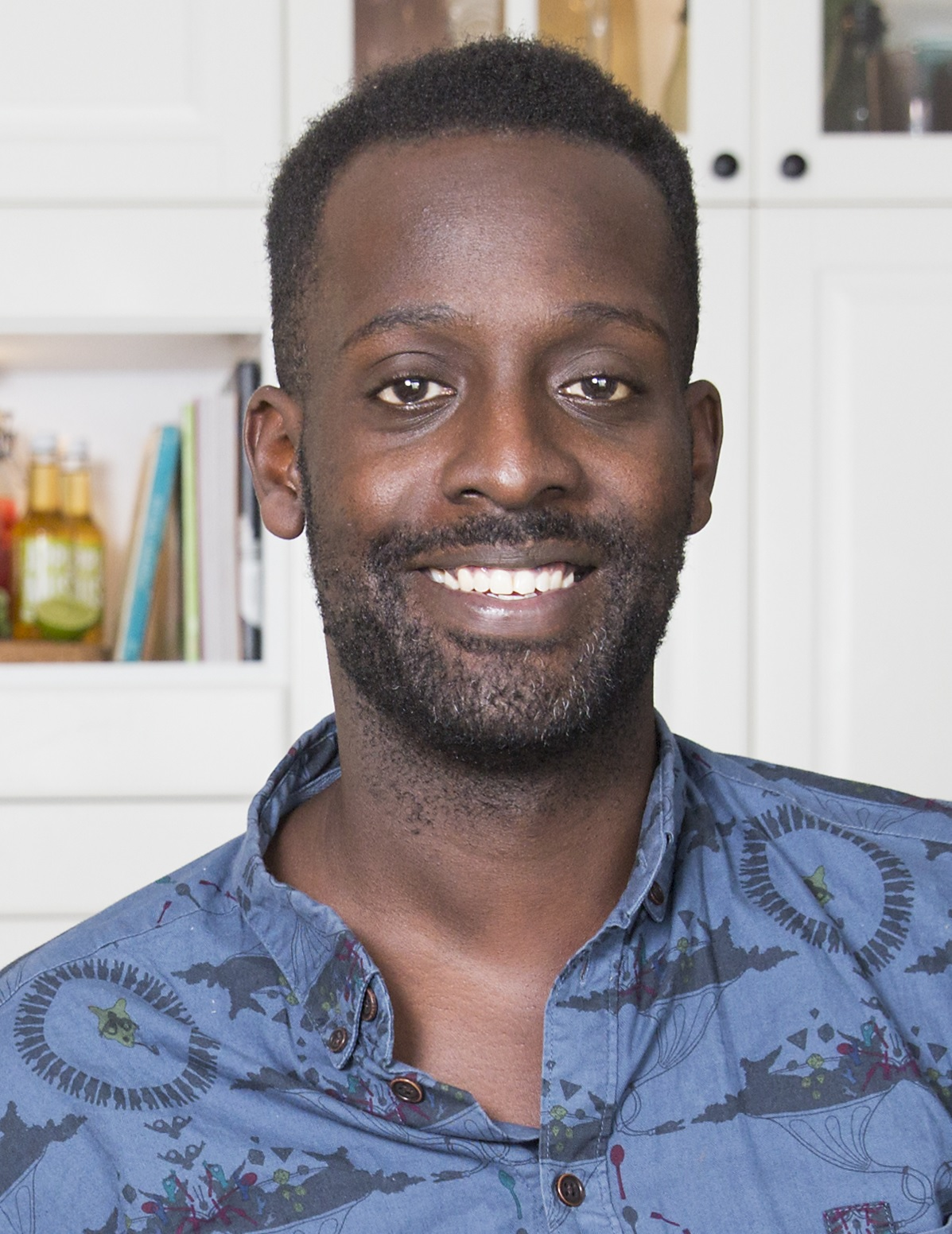
Mogge Sseruwagi gör rösten till LeBron James i filmens svenska dubbning.

### Skådespelare
| Figur               | Skådespelare           | Svensk röst               |
| ------------------- | ---------------------- | ------------------------- |
| LeBron James        | LeBron James           | Mugambwa Sseruwagi        |
| Unga LeBron James   | Alex Huerta            | Demir Cengiz              |
| Al-G Rhythm         | Don Cheadle            | Rennie Mirro              |
| Dominic "Dom" James | Cedric Joe             | Benjamin Tesfazion        |
| Kamiyah James       | Sonequa Martin-Green   | Jacqueline Mapei Cummings |
| Malik               | Khris Davis            | David Lenneman            |
| Unga Malik          | Jalyn Hall             | Henry Gillinger           |
| Darius James        | Ceyair J. Wright       | Jireel Lavia Pereira      |
| Xosha James         | Harper Leigh Alexander | Charlie Löfgren Kruse     |
| Ernie Johnson Jr.   | Ernie Johnson Jr.      | Per Sandborgh             |
| Lil Rel Howery      | Lil Rel Howery         | Kodjo Akolor              |
| Shanice James       | Xosha Roquemore        | Anna Sise                 |
| Coach C             | Wood Harris            | Ulises Infante Azocar     |
| Michael B. Jordan   | Michael B. Jordan      | John Lundvik              |
| Säkerhetsvakt       | Slink Johnson          | Pablo Cepeda              |

### Röster
| Figur           | Engelsk röst     | Svensk röst      |
| --------------- | ---------------- | ---------------- |
| Snurre Sprätt   | Jeff Bergman     | Anton Körberg    |
| Daffy Anka      | Eric Bauza       | Göran Gillinger  |
| Helmer Mudd     | Eric Bauza       | Bengt Järnblad   |
| Ture Tupp       | Eric Bauza       | Bengt Järnblad   |
| Fred Flinta     | Jeff Bergman     | Johan Wahlström  |
| Mormor          | Candi Milo       | Anita Molander   |
| Pip             | Bob Bergen       | Dick Eriksson    |
| Lola Kanin      | Zendaya          | Jessica Folcker  |
| Mars-Marvin     | Eric Bauza       | Jakob Stadell    |
| Taz             | Jim Cummings     | Adam Fietz       |
| Yogi Björn      | Jeff Bergman     | Andreas Nilsson  |
| Pelle Pigg      | Eric Bauza       | Oscar Harryson   |
| Speedy Gonzales | Gabriel Iglesias | Pablo Cepeda     |
| Sylvester       | Jeff Bergman     | Magnus Mark      |
| Råbarkar-Sam    | Jeff Bergman     | Mattias Knave    |
| Arachnneka      | Nneka Ogwumike   | Liv Mjönes       |
| Kronos          | Damian Lillard   | Mikael Regenholz |
| Brynet          | Anthony Davis    | Adam Fietz       |
| Vita Mamban     | Diana Taurasi    | Anna Sise        |
| Vattenbrand     | Klay Thompson    | Jakob Stadell    |
| Wonder Woman    | Rosario Dawson   | Liv Mjönes       |
| Rick            | Justin Roiland   | Jakob Stadell    |
| Morty           | Justin Roiland   | Andreas Nilsson  |

## Produktion

### Utveckling
En uppföljare till Space Jam planerades tidigt 1996 efter att originalfilmen hade premiär. Vid början av utvecklingen skulle Space Jam 2 handla om en ny tävling mellan Michael Jordan, Looney Tunes och Berserk-O!, en ny utomjording som skulle getts röst av Mel Brooks. Tecknaren Bob Camp ritade figuren och figurens hantlangare. Joe Pytka skulle återvända som regissör samt Spike Brandt och Tony Cervone skulle arbeta med animationen. Michael Jordan tackade dock nej till en uppföljare.
Ett antal potentiella uppföljare fanns under utveckling som Spy Jam med Jackie Chan med ett annorlunda manus. Studion planerade en film med titeln Race Jam med Jeff Gordon, Pytka nämnde även en handling där professionella golfaren Tiger Woods i huvudrollen tillsammans med Jordan i en mindre roll. Producenten Ivan Reitman rapporterade att han skulle arbeta arbeta med Jordan igen. Uppföljarfilmerna lades när Looney Tunes: Back in Action hade premiär 2003. En film med titeln Skate Jam var under tidig utveckling med Tony Hawk i huvudrollen. Planerna pågick efter lanseringen av Looney Tunes: Back in Action men avbröts på grund av filmens bristande resultat, trots positivt mottagande av kritiker för Space Jam.

### Återuppkomst
I februari 2015 meddelade Warner Bros. att en uppföljare var under produktion med LeBron James i huvudrollen. Charlie Ebersol var producent medan Willie Ebersol skrev manuset. I maj samma år citerade James som sa "Jag älskade Space Jam. Det var en av mina favoritfilmer som jag växte upp med". Om jag har möjlighet skulle det bli fantastiskt". I juli 2015 hade James och hans filmstudio SpringHill Entertainment skrivit på ett avtal med Warner Bros. för TV, film och digitalt innehåll efter positiva recensioner för sin roll i Trainwreck. 2016 gick Justin Lii in i projektet som regissör tillsammans med manusförfattare Andrew Dodge och Alfredo Botello. Professionella spelaren Kobe Bryant visade sig vara intresserad att medverka i filmen men ville inte göra en cameoroll. I augusti 2018 lämnade Lin projektet Terence Nance och gick in som filmens regissör. I september 2018 meddelades att Ryan Coogler blir filmens producent. SpingHill Entertainment släppte en teaserbild för att officiellt utannonsera filmen, produktionen började under NBA:s lågsäsong. Inspelningen utfördes i Kalifornien, USA inom ett 48 kilometers avstånd till Los Angeles. I april 2019 skrevs manuset om av Coogler och Sev Ohanian. Det färdiga manuset gick till Juel Taylor, Tony Rettenmaier, Keenan Coogler, Terance Nance, Jesse Gordon och Celeste Ballard. Förproduktionen för filmen gick på 21,8 miljoner amerikanska dollar i skattelättnader som ett resultat av ett nytt skatteincitamentsprogram från staten.

### Inspelning
Huvudfotograferingen började 25 juni 2019. 16 juli 2019 meddelades att Nance lämnade produktionen på grund av att "studion/producenterna hade annan syn på den kreativa visionen av Space Jam 2" och att Malcolm D. Lee skulle fungera som ersättare. Bradford Young som skulle vara filmens fotograf lämnade också projektet och ersattes av Salvatore Totino.
Platser där inspelningen skedde inkluderar Sheats–Goldstein Residence ägd av James Goldstein, inklusive tennisbana som gjordes om till basketplan för inspelningen. Produktionen började 16 september 2019. Produktionen gick på 183,7 miljoner dollar under inspelningen i Kalifornien och fick 21,8 miljoner i skatteavdrag från staten.James höll ett avskedsmöte som pratade om hur han idoliserade den första Space Jam-filmen när han var som barn och bodde i Akron, Ohio när produktionen började som senare läcktes 16 augusti 2020 med bilder på James med sitt nummer 6 på en Tune Squad-kläder. En scen som spelades in när Nance regisserade där Pepe Le Skunk försökte flörta med en bartender (gestaltad av Greice Santo) bara för att bli avvisad blev borttagen. Detta beslut möttes av motreaktion av många fans som anklagade studion för dubbelmoral av att ta bort figuren medan man tillåter en cameoroll för Alex och hans droogs, ett gäng som begår våld och våldtäkt från filmen A Clockwork Orange från 1971. Filmens trailer visades där Helmer Mudd och Råbarkar-Sam använder sina vapen i filmen; sedan HBO Max Looney Tunes Cartoons förbjudit vapen på grund av masskjutning i USA.
I mars 2020 togs bilder under inspelningen som visar att filmen har figurer från andra Warner-ägda egendomar. I april 2020 meddelade James filmens titel och logga som Space Jam: A New Legacy. Don Cheadle uppgav att James var skadad och led under inspelningen medan filmskaparna hade strikt schema och spelade in 14 timmar om dagen. I oktober 2020 läcktes synopsis från scentester från en e-mail av Ben Mekler.

### Animation och visuella effekter
Lucasfilms visuella effektdivision Industrial Light & Magic (ILM) anlitades för att skapa visuella effekter för Space Jam 2. Det här är andra samarbetet med Looney Tunes som använder ILM för visuella effekter sedan Vem satte dit Roger Rabbit från 1988.
I januari 2020 anlitades veteranen Tony Bancroft från Walt Disney Animation Studios för Warner Animation Group för att arbeta för filmen. I mars 2020 meddelade James att filmens animation hade påbörjats, samtidigt som avslöjade att det mesta av arbetet påverkades av Coronaviruspandemin, eftersom det mesta av arbetet var animation. Animationsveteranen Spike Brandt från Warner Bros. regisserade animationen.
I juli 2020 meddelades att Dan Haskett som har arbetat med Looney Tunes sedan 1979 anlitades för arbetet med animationsavdelningen. Matt Williames som inte har arbetat för Warner Bros. sedan Looney Tunes: Back in Action började utföra animationen för filmen i augusti samma år. I maj 2020 meddelades att Ole Loken som tidigare arbetade med animationen i filmen Klaus att han arbetar som animatör för filmen. I oktober visade Loken designen för Lola Kanin och Daffy Anka på internet och berättade att A New Legacy kommer att vara trogen som sina tidigare design av figurer i Looney Tunes. Trots detta blev Lolas färdiga design mindre sexualiserad än i första filmen. Filmen inkluderar både traditionell och datoranimerad animation.

## Musik
I januari 2020 utannonserades att Hans Zimmer blir filmens kompositör. I april samma år blev det klart att Kris Bowser blir medkompositör tillsammans med Zimmer. I januari blev det klart att Kris Bowser arbetar ensam. Soundtracket släpptes 9 juli 2021 av Republic Records och WaterTower Music.
| 1.  | We Win            | Lil Baby Kirk Franklin                 | 3:15 |
| 2.  | Control the World | 24kGoldn Lil Wayne                     | 2:16 |
| 3.  | See Me Fly        | Chance the Rapper John Legend Symba    | 2:23 |
| 4.  | Hoops             | Saweetie Salt-N-Pepa Kash Doll         | 2:42 |
| 5.  | Pump Up the Jam   | Lil Uzi Vert                           | 2:15 |
| 6.  | Just for Me       | Saint Jhn SZA                          | 3:37 |
| 7.  | Crowd Go Crazy    | John Legend                            | 3:00 |
| 8.  | Mercy             | Jonas Brothers                         | 3:01 |
| 9.  | Gametime          | Lil Tecca Aminé                        | 3:11 |
| 10. | About That Time   | Dame D.O.L.L.A. G-Eazy P-Lo White Dave | 3:11 |
| 11. | MVP               | Brockhampton                           | 2:51 |
| 12. | Settle the Score  | Cordae Duckwrth                        | 2:29 |
| 13. | Goin' Looney      | Big Freedia                            | 3:40 |
| 14. | Shoot My Shot     | Joyner Lucas                           | 3:22 |
| 15. | My Guy            | Leon Bridges                           | 3:20 |
| 16. | The Best          | Anthony Ramos                          | 3:01 |

## Mottagande

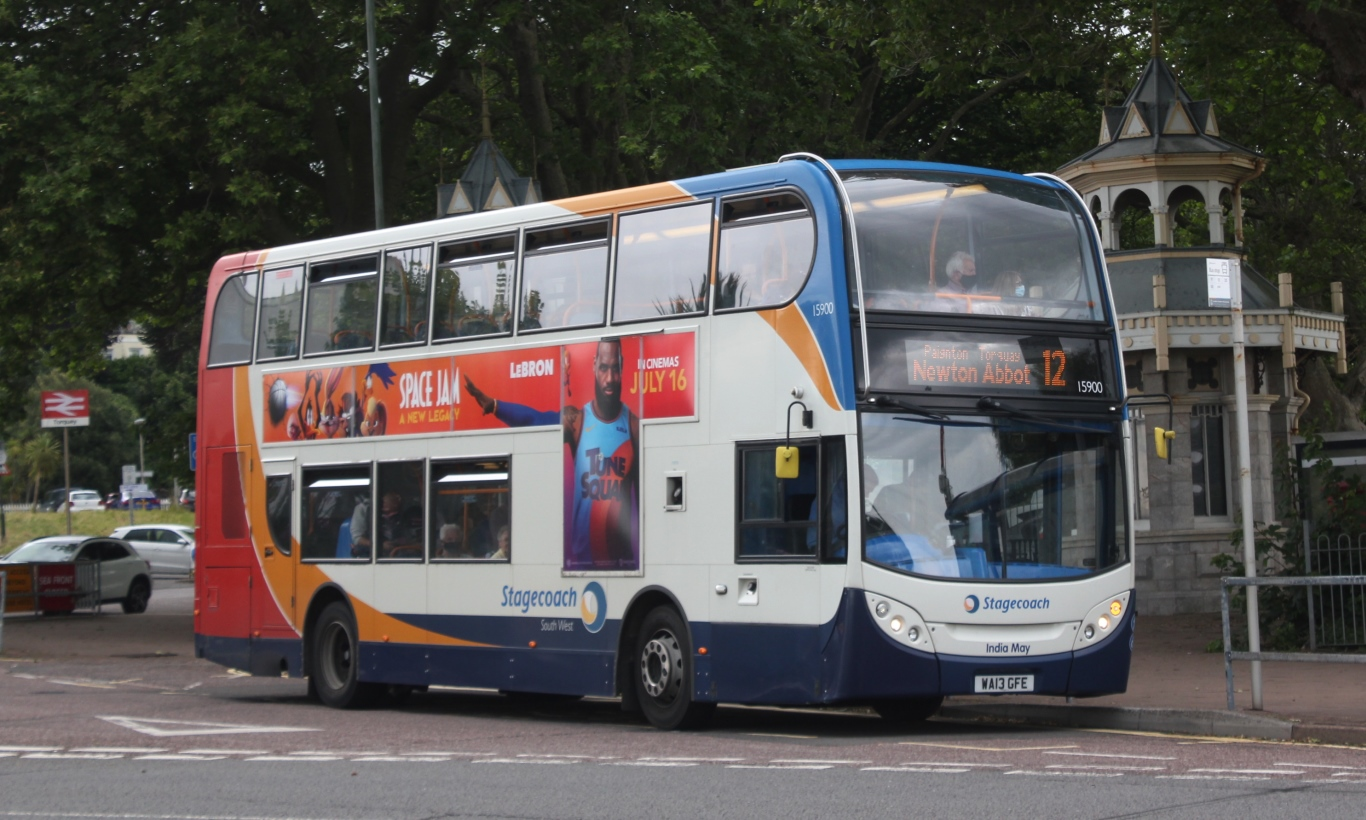

På webbsidan Rotten Tomatoes fick filmen 26% positiva omdömen baserat på 212 recensioner med ett genomsnittsbetyg på 4,5/10. Webbsidans kritikkonsensus lyder: "Trots LeBrons ansträngningar att göra ett vinnande lag av Tune Squad, byter Space Jam: A New Legacy ut sin föregångares galna metahumor till en skamlös och trött övning i att driva ett varumärke."
Stefan Hedmark på Aftonbladet gav filmen ett av fem plus som tyckte att filmen var gapig. David Hånberg Alonso på Nöjesguiden gav filmen 2 av 6 som sa att filmbolaget var mer intresserad att visa sin egendom istället för att skapa en egen handling. Kulturbloggen gav filmen 4 av 5 som tyckte att filmen var underhållande och sevärd. Anna Sundell på Moviezine gav filmen 3 av 5 som gav beröm till filmens animation.